# Scorpiops krachan
Scorpiops krachan — вид скорпіонів родини Scorpiopidae. Описаний у 2024 році.

## Назва
Видову назву йому було дано за місцем його відкриття — національним парком Каенг Крачан.

## Поширення
Ендемік Таїланду. Поширений у провінції Пхетчабурі. Зібраний у національному парку Каенг Крачан.

## Опис
Розмір голотипу самця становить 26,9 мм, а паратипу жінки — 25,9 мм. Загальне забарвлення коричнево-жовте; самиця темніша за самця; хеліцери жовті без будь-яких строкатих плям.